# Wissenschaftsjahr 1504
Liste der Wissenschaftsjahre

1500 | 1501 | 1502 | 1503 | Wissenschaftsjahr 1504 | 1505 | 1506 | 1507 | 1508 | ► | ►►

Weitere Ereignisse
Dieser Artikel behandelt das Wissenschaftsjahr 1504.

## Ereignisse

### Naturwissenschaften

#### Geowissenschaften

Windrose mit fleur-de-lys in Reinels Atlantik-Karte

##### Geographie / Entdeckungen
- 29. Februar: Christoph Kolumbus nutzt sein Wissen über eine Mondfinsternis in dieser Nacht, um jamaikanische Stammesangehörige davon zu überzeugen, ihn mit Vorräten zu versorgen.
- 7. November: Christoph Kolumbus kehrt nach Spanien von seiner vierten und letzten Entdeckungsreise zurück.

##### Kartografie
- Um 1504 erstellt Pedro Reinel seine Karte des Atlantischen Ozeans. Es ist die älteste bekannte Seekarte mit Ausweis der Breitengrade und einer Windrose.

### Ingenieurwissenschaften

#### Feinmechanik
- Peter Henlein aus Nürnberg baut um 1504 einen Federantrieb in Verbindung mit einem Hemmmechanismus (der Federbremse) als einer der ersten in eine tragbare Uhr ein. So kann er diese auf Taschengröße verkleinern.

## Geboren

### Geburtsdatum gesichert
- Justin Göbler; * August 01. Februar: Caspar Molitoris, deutscher Benediktiner, Propst, Abt und Historiker († 1571)

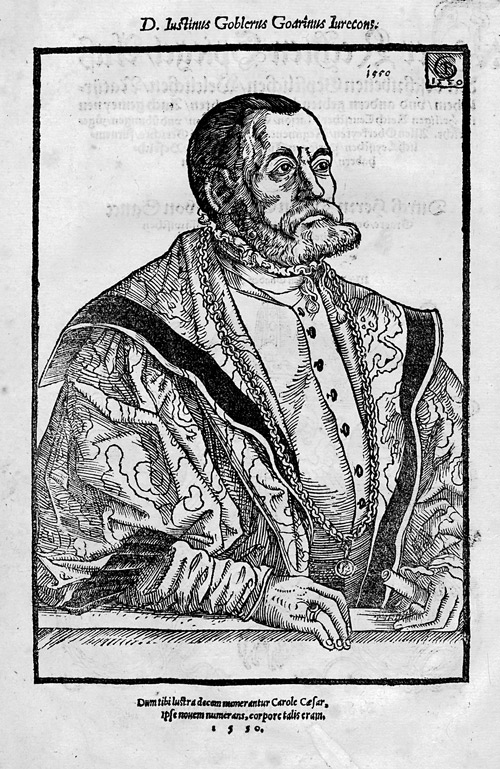
Justin Göbler; * August

- 27. Juni: Daniel Mauch, deutscher Jurist und Wormser Domherr († 1567)
- 15. Juli: Jakob Lersner, deutscher Rechtswissenschaftler, Gesandter und Hochschullehrer († 1579)

000August: Justin Göbler, deutscher Jurist († 1567)
- 01. Dezember: Melchior Kling, deutscher Jurist und Rechtswissenschaftler († 1571)

### Genaues Geburtsdatum unbekannt

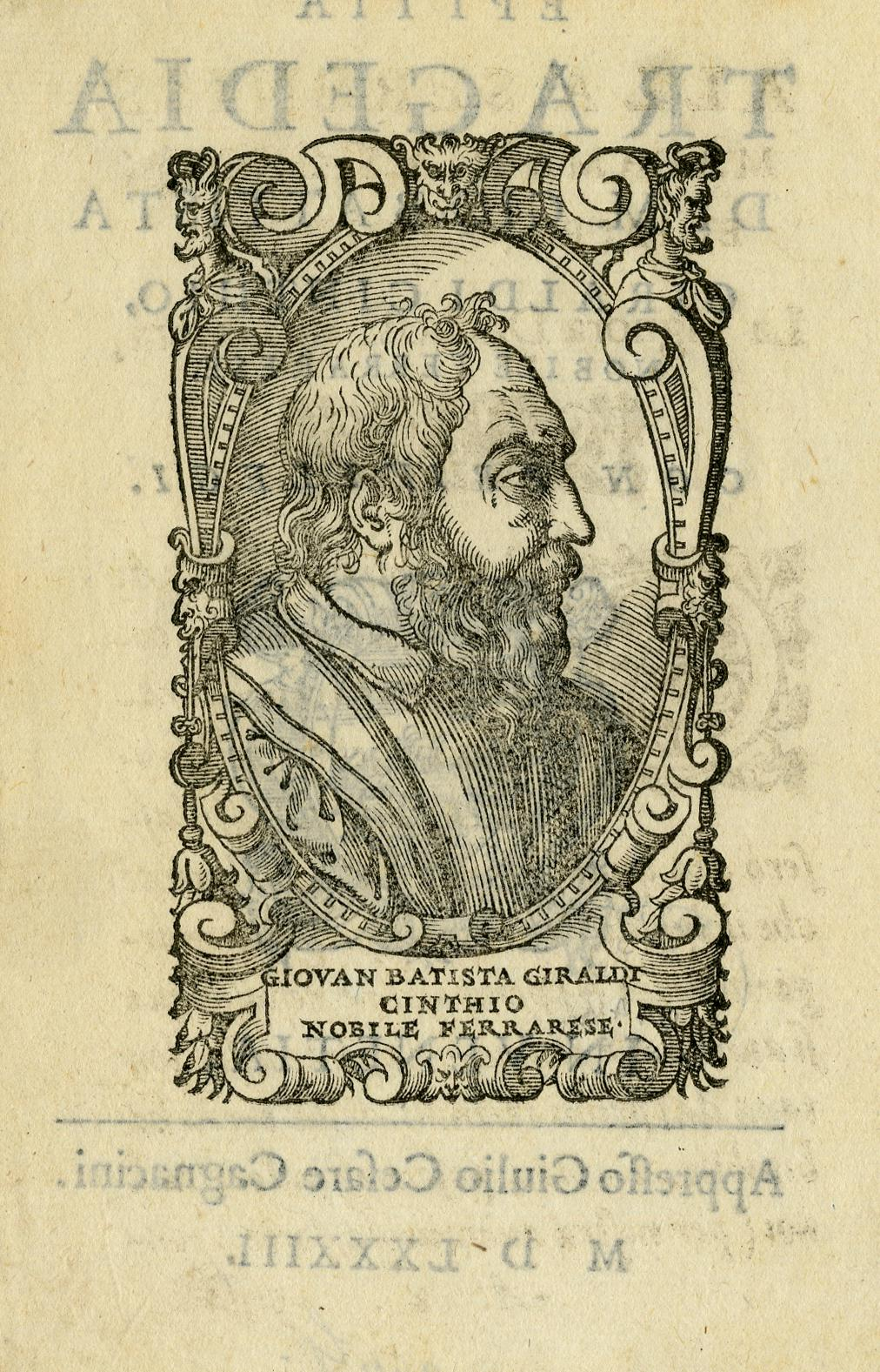
Giambattista Giraldi; * 1504

- Giambattista Giraldi, italienischer Dichter, Schriftsteller, Philosoph und Mediziner († 1573)

- Caspar Schober, deutscher Jurist, Richter am Reichskammergericht in Speyer († 1532)

- Bernardo Segni, Florentiner Patrizier, Philosoph, Historiker und Übersetzer († 1558)

### Geboren um 1504
- Pawo Tsuglag Threngwa, 2. Pawo Rinpoche, tibetischer Geistlicher der Karma-Kagyü-Schule und Autor eines berühmten tibetischen Geschichtswerkes († 1566)

## Gestorben

### Todesdatum gesichert
- 19. Juni: Bernhard Walther, Nürnberger Astronom, Humanist und Kaufmann († 1430)
- 15. oder 18. August: Domenico Maria Novara da Ferrara, italienischer Astronom (* 1454)